# NGC 5169
NGC 5169 é uma galáxia espiral barrada (SBbc) localizada na direcção da constelação de Canes Venatici. Possui uma declinação de +46° 40' 20" e uma ascensão recta de 13 horas, 28 minutos e 10,0 segundos.
A galáxia NGC 5169 foi descoberta em 26 de Abril de 1830 por John Herschel.